# Astronomie de la Terre du Milieu
L'astronomie est l'un des nombreux domaines auxquels s'est attaché J. R. R. Tolkien en créant la Terre du Milieu. Celle-ci étant, selon sa propre expression, un « passé imaginaire » de la Terre, les astres visibles sont les mêmes que dans la réalité, mais ils portent d'autre noms, qui leur ont généralement été donnés par les Elfes.

## Histoire

### Hors d'Arda
- Salles intemporelles : La demeure d'Eru Ilúvatar (Dieu) situé en dehors du temps. Elles existent en dehors des limites de l'univers et n'ont pas une forme physique.[réf. nécessaire] Certains[Qui ?] ont émis l'hypothèse qu'ils sont la destination finale des âmes des Hommes; cependant, il est plus probable que ce soit seulement un logement temporaire intermédiaire avant la restauration d'Arda[réf. nécessaire].

- Eä (l'Univers) : La réalisation de la vision des Ainur. Eä vient du mot quenya « être ».[réf. nécessaire] Ainsi, Eä est le Monde qui est, par opposition à le Monde qui n'est pas. Eä est le mot prononcé par Eru Ilúvatar par lequel il a créé l'univers.

- Le Vide : Avakúma, Kúma[réf. nécessaire], les Ténèbres extérieures, les Ténèbres aînées[réf. nécessaire], les Ténèbres éternelles. Une région inhabitée dans le néant en dehors d'Arda pouvant être atteinte par les Portes de la Nuit. Aucun pouvoir ne peut être utilisé dans le Vide.[réf. nécessaire] Melkor a été jeté dans Le Vide après la Guerre de la Grande Colère, mais la légende prédit son retour dans le monde avant la fin. Il existe une certaine confusion entre ce Vide et les vastes espaces qui entourent Arda mais qui font partie d'Eä, et le Vide qui a précédé la création d'Eä, comme un état de Non-être.[réf. nécessaire]

- Arda : Le monde, y compris tout dans le ciel autour de lui.

- Vaiya, Ekkaia, l'Océan enveloppant, la Mer encerclante (l'espace): Une mer qui entoure le monde. Vaiya coule tout autour du monde, formant une mer en dessous et le ciel au-dessus. Arda est décrite comme flottant sur Vaiya, comme un navire sur une mer. Ulmo le Seigneur des eaux demeure en Vaiya, sous les racines d'Arda. Vaiya est décrite comme extrêmement froide : où ses eaux se rencontrent les eaux de Belegaer dans le nord-ouest de la Terre du Milieu un gouffre de glace est formée, le Helcaraxë. Vaiya ne peut pas soutenir des navires à l'exception des bateaux de Ulmo : les navires des Númenoréens qui ont essayé d'y naviguer ont coulé.[réf. nécessaire] Le Soleil traverse Vaiya au cours de sa révolution. Après Arda soit devenue ronde, Vaiya aurait apparemment disparu.[réf. nécessaire]

- Ilmen (le Système solaire) : Une région d'air pur pénétré de lumière, avant le cataclysme à la fin du Deuxième Âge. Les étoiles et les autres corps célestes se trouvent dans cette région. Tolkien a probablement tiré son nom d'ilma, le mot finnois pour l'air. La Lune passe dans Ilmen.

### En Arda

#### La création des astres

##### Varda et les étoiles
Les étoiles d'Eä, l'Univers, furent conçues par la Valië Varda, en deux stades. La majeure partie d'entre elles date de la période des grands travaux des Valar, après leur entrée en Eä, mais les plus fameuses et les plus brillantes furent réalisées par Varda à partir de la rosée de l'Arbre Telperion, afin d'illuminer les cieux pour l'éveil des Elfes ; cette tâche est décrite comme « la plus grande entreprise des Valar depuis qu'ils étaient descendus sur Arda ». Elle rassemble également des étoiles anciennes pour former des constellations, la plus fameuse étant la Valacirca, « Faucille des Valar », placée dans le ciel du nord comme défi à Melkor.

##### LesDeux Arbres, leSoleilla Lune
Les Deux Arbres du Valinor, Laurelin et Telperion, sont l'œuvre de la Valië Yavanna. Ils illuminèrent le pays du Valinor jusqu'à leur trépas, causé par Melkor et Ungoliant. Yavanna ne put les ramener à la vie, mais parvint à faire naître un dernier fruit à Laurelin et une dernière fleur à Telperion, qui servirent de bases respectives aux vaisseaux du Soleil (commandé par la Maia Arien) et de la Lune (guidé par le Maia Tilion).

##### Eärendil
Eärendil, donné comme équivalent de Vénus, est particulier à plus d'un titre. Il s'agit en fait d'un héros, « le plus grand marin de la légende », qui se rendit auprès des Valar au Premier Âge pour les supplier de venir à l'aide des habitants de la Terre du Milieu, presque entièrement soumis au joug de Morgoth. Les Valar bénirent son vaisseau et l'envoyèrent dans les cieux, où il devint symbole d'espoir (d'où son autre nom, Gil-Estel).

#### Le système solaire
Le nom quenya du système solaire est Arda, « le Royaume », qui désigne dans certains textes la Terre seule. Au sens strict, celle-ci s'appelle Ambar ou Imbar, « la Demeure ». Le Soleil est Anar (Anor en sindarin), et la Lune Isil (Ithil).
Les Eldar ont également donné des noms en quenya aux planètes du système solaire, qu'ils peuvent toutes voir à l'œil nu, y compris Uranus et Neptune, car leur vision est supérieure à celle des Hommes.
- Elemmírë (de elen « étoile » et mírë « joyau ») est la planète Mercure.
- Eärendil (« ami de la mer ») est Vénus.
- Carnil (de caran « rouge ») est Mars.
- Alcarinquë (de alcar « éclat, gloire ») est Jupiter.
- Lumbar est Saturne.
- Luinil (de luin « bleu ») est Uranus.
- Nénar (de nen « eau ») est Neptune.

## Constellations et étoiles
Plusieurs constellations sont mentionnées dans Le Seigneur des anneaux et Le Silmarillion, mais les équivalences avec les astres réels ne sont généralement pas données par Tolkien. Cependant, l'étymologie des noms permet quelques hypothèses.
- Anarríma[2]
- Menelmacar, l'épéiste céleste de « menel » : le ciel et « macil » : l'épée, équivalent à Orion[6], aussi appelé Telumehtar et Menelvagor en sindarin[2] ;
- Soronúmë
- Remirrath[7], le « réseau d'étoiles », peut-être la Voie lactée ou les Pléiades ;
- Telumendil
- Valacirca, la « Faucille des Valar », explicitement associée par Tolkien à la Grande Ourse ;
- Wilwarin « papillon », sans doute Cassiopée[8].

Il y a également des étoiles de citées :
- Borgil (de born « rouge » et gil « étoile »), de couleur rouge[7], que l'on peut identifier à Bételgeuse ;